# Садали
Садали (итал. Sadali) — коммуна в Италии, располагается в регионе Сардиния, в провинции Кальяри.
Население составляет 1054 человека (2008 г.), плотность населения составляет 21 13 чел./км². Занимает площадь 50 км². Почтовый индекс — 8030. Телефонный код — 0782.
Покровителем коммуны почитается святой Валентин, празднование 6 октября.

## Демография
Динамика населения:

## Администрация коммуны
- Официальный сайт: http://www.comune.sadali.nu.it/